# Стоян Везенков
Стоян Іванов Везенков — болгарський будівельний підприємець, активіст за визволення Болгарії від турецького панування.

## Біографія

### Будівельник
Народився в македонському місті Крушево, тоді в Османській імперії, в родині переселенця з дебарського села Тресонче, майстра Івана (Йована) Везенкова. Він став будівельником і поступово піднявся до майстра. 25 років працював державним службовцем. Його ім'я стало відомим після того, як він побудував дві турецькі казарми в Бітолі та Сараєво, потім став устабашом (першим майстром) і побудував громадські османські будівлі на Балканах . Він також побудував кілька чудових мостів, зокрема, на річці Нішава в Ніші та річці Марица в Едірне. Збудував прекрасну церкву біля Бітоли. Він став дуже відомим і зблизився з Блискучою Портою, отримуючи подарунки особисто від султана, і часто проживав в Константинополі. Після Кримської війни (1853-1856) використав свої зв'язки і почав зв'язуватися з іноземними дипломатичними представниками.

### Панславістський агент
Він зробив спробу разом з Іваном Шумковим у 1859 році створити ревком у Крушеві. З 1861 р. постійно спілкувався з російським консулом у Салоніках Олексієм Лаговським і послом у Константинополі Олексієм Лобановим-Ростовським. У Бітолі Стоян зустрівся з російським консулом Михайлом Хітровим. Своїм молодшим братам Петру Везенкову та Костянтину Везенкову влаштував навчання в Росії. Під час свого візиту до Росії він організував зустріч з російським імператором Олександром II у його палаці в Криму, щоб обговорити становище християн у Туреччині. Отримав російське громадянство. Пізніше Вазенков зустрівся з сербським дипломатичним представником в Константинополі, Йованом Рістічем, який, в дусі Ідллі Гаршаніна Nachertanie, заохочував боротьбу з османами. Згідно з тодішньою сербською державною доктриною, під сербською егідою мала бути побудована південнослов’янська держава. З цією метою серед південних слов’ян мала систематично вести революційну пропаганду, а щодо болгарів передбачалася особлива асиміляційна політика.

### Спроба повстання 1867 року
У 1866 р. на острові Крит спалахнуло повстання. У розпал бойових дій сербський уряд вирішив за домовленістю з Росією підготувати повстання проти Туреччини. З цією метою до Албанії був відправлений Стоян Везенков. Він подорожує по Західній Македонії і зв’язується з албанськими лідерами, яких намагається залучити для спільної болгарсько-албанської антитурецької акції. У 1867 році Стоян разом зі Спіро Джеровим намагався організувати збройне повстання на Крушевщині. Підтримує зв'язки з російським посольством у Константинополі та особисто з послом графом Миколою Ігнатьєвим . Під час поїздки до Греції за зброєю він був спійманий владою. Його відвезли до Ніша і засудили до страти через повішення, але під час виконання вироку мотузка порвалася, Стояна помилували, а вирок замінили на 101 рік ув’язнення. Його брат Костянтин, який на той час був лікарем у Вереї, Росії, написав лист імператору Олександру II. Прохання про помилування підписали 50 видатних російських громадських діячів, високопосадовців та осіб царського двору. Олександр II, який особисто знав Стояна Везенкова, надіслав листа до султана з проханням про помилування.

### У Сербії
Звільнений Стоян у 1868 році виїхав до Белграда, де провів наступні роки свого життя. Тут Везенков разом з Ілліо Малешевським, Георгієм Пулевським і Димитром Беровським приєднався до Другого болгарського легіону і брали участь у боях з турецьким гарнізоном до його розпуску в тому ж році. У наступний період Везенкова, який довгий час перебував під значним впливом Сербії, критикував Любен Каравелов, який зауважив, що той співпрацював із сербським націоналістом Мілошем Мілоєвичем, надаючи йому болгарські народні пісні з Македонії, текст яких Везенков навмисно сербував. Пізніше в 1876 році брав участь у сербсько-турецькій війні, але був захоплений турками в районі Ніша. Після війни був звільнений і в 1877 році виїхав до Бухареста, звідки згодом перебрався до Одеси.

### Російсько-турецька війна
У той час Росія наполегливо готувалася до війни з Османською імперією. З військовим обозом Стоян виїхав до Кишинева шукати свого молодшого брата Костянтина, який був призначений лікарем болгарської міліції. У Кишиневі Стоян Везенков допоміг графу Ігнатьєву та Михаїлу Хітрово сформувати болгарське ополчення. Серед інших завдань командування, за наполяганням Хітрово, він почав вербувати болгар з Валахії та Сербії, які бажають взяти участь у війні. Під час війни Головне військове командування доручило йому інженерне забезпечення проходу російських військ через Балканські гори. Його знання будівельника оцінюються нарівні з його організаторськими здібностями. У розпал війни під Котелом зустрів свого брата Костянтина, який був смертельно поранений і в госпіталі. Другий брат Стояна, Петро, випускник інженерного факультету, також загинув за волю Болгарії добровольцем у російській армії, але невідомо де.

### Після війни
Стоян Везенков був присутній на підписанні Сан-Стефанського мирного договору. За героїзм на війні та участь у створенні болгарського ополчення Стоян Везенков був нагороджений російським офіцерським Георгіївським хрестом за хоробрість, коли знову був представлений Олександру II. Тоді було вирішено надіслати цивільного комісара для македонських округів, що входять до складу Болгарського князівства. На цю посаду призначено відрядженого до Македонії Михайла Хітрово. Хітрово здійснює створення волонтерських загонів, залучаючи Стояна Везенкова, який весь час поруч із ним. Під час Кресненсько-Разлогського повстання на Охридщині був організований загін, за деякими даними, на чолі з Стояном Везенковим.
Згодом повернувся до Росії з сином Володимиром та дочками Раїною та Косарою. Його дружина Марія померла ще до пологів. Везенков помер в Одесі 1897 року.